# Жан Метсенже
Жан Домінік Антоній Метсенже (фр. Jean Metzinger [mɛtsɛ̃ʒe], 24 червня 1883, Нант, Франція — 3 листопада 1956, Париж) — великий французький живописець, теоретик, письменник і критик ХХ століття, який разом з Альбертом Глейз написав першу теоретичну працю про кубізм.

## Біографія
Жан Домінік Антоній Жан Метценже народився (24 червня 1883 року у французькому місті Нант у родині військових. Його прадід Ніколас Метценже (18 травня 1769—1838 рр.), був капітаном 1-го кінного артилерійського полку і кавалер Почесного легіону, служив за часів Наполеона Бонапарта. Вулиця в окрузі Нант (вулиця Метценже) була названа на честь діда Жана Шарля Анрі Метценже. Після ранньої смерті свого батька Жан вивчав математику, музику та живопис, хоча його мати, професор музики Ежена Луїза Аргуд, хотіла, щоб він став лікарем. Молодший брат Жана Моріс (народився 24 жовтня 1885) став віолончелістом. До 1900 року Жан був студентом Академії Курса Камбронн в Нанті, працював під керівництвом Іполіта Туронта, відомого художника-портретиста, який викладав академічний традиційний стиль живопису. Однак Метценже цікавили сучасні тенденції в живописі..
Жан Метценже одружився з Люсі Субірон у Парижі 30 грудня того ж року.
Помер у Парижі 3 листопада 1956 року.

## Творчість
На його найперші роботи вплинув неоімпресіонізм Жоржа Сера та Анрі-Едмонда Кроса. З 1904 до 1907 рр. Жан Метценже працював у фовістському стилі із сильним сезанським компонентом.
З 1908 р. Жан Метценже експериментував з огранюванням форми, стилем, який незабаром стане відомим як кубізм. Він був впливовим художником і теоретиком руху. Ідея переміщення навколо об'єкта, щоб побачити його з різних точок зору, вперше опублікована у 1910 р. До появи кубізму живописці працювали з обмежуючої єдиної точки зору. Жан Метценже вперше висловив інтерес до репрезентації об'єктів, що запам'ятовуються з послідовних та суб'єктивних переживань у контексті як простору, так і часу. Жан Метценже та Альберт Гляйзес написали перший великий трактат про кубізм у 1912 році.
Жан Метценже був у центрі кубізму як завдяки його участі, так і ідентифікації руху, перш за все через його художню своєрідність. Під час Першої світової війни Жан Метценже утвердив роль провідного кубіста завдяки співзаснуванню другої фази руху, яка називається Кришталевим кубізмом. Він визнав важливість математики в мистецтві через радикальну геометризацію форми як основу архітектурної основи його композицій військового часу. Було встановлено основи нової перспективи та принципів, на яких могло б будуватися по суті нерепрезентативне мистецтво. Колективний феномен кубізму — нині в його передовій ревізіоністській формі — став частиною широко обговорюваного розвитку у французькій культурі, на чолі з Метценже. Кришталевий кубізм став кульмінацією постійного звуження сфери в ім'я повернення до порядку; базується на спостереженні за ставленням художника до природи, а не від природи самої реальності. З точки зору відокремлення культури та життя цей період постає найважливішим в історії модернізму.
Для Метценже класичним баченням було неповне представлення реальних речей, засноване на неповному наборі законів, постулатів і теорем. Він вважав, що світ динамічний і змінюється в часі, що він виглядає по-різному залежно від точки зору спостерігача. Кожна з цих точок зору однаково справедлива відповідно до основних симетрій, властивих природі. Для натхнення Нільс Бор, датський фізик і один із основних засновників квантової механіки, повісив у своєму кабінеті велику картину Жана Метценже — приклад реалізації «мобільної перспективи».
У 1903 році Метценже відправив три картини в Салон незалежних художників, а згодом переїхав до Парижу. З 20 років Жан Метценже утримував себе як професійний художник.

### Художні виставки
Жан Метценже регулярно виставлявся у Парижі з 1903 р., брав участь у першому Салоні Автоном того ж року та брав участь у груповій виставці з Раулем Дюфі, Лежен і Торентом, з 19 січня по 22 лютого 1903 р. Метценже виставлявся в галереї Берте Вайль 23 листопада — 21 грудня 1905 р. І знову 14 січня — 10 лютого 1907 р. З Робертом Делоне, 1908 р. (6–31 січня) з Андре Дереном, Фернаном Леже та Пабло Пікассо та 28 квітня — 28 травня 1910 р. з Дереном, Жоржем Руо та Кісом ван Донгеном . Він виставляв свої картини чотири рази в галереї Вейля, 17 січня — 1 лютого 1913, березень 1913, червень 1914 і лютий 1921 Саме у Берте Вайль він вперше познайомиться з Максом Джейкобом, який з Пікассо та Метценже допомагав відкрити Матісса, Дерена, Амедео Модільяні та Утрілло.
У 1904 р. Жан Метценже виставляв шість картин у стилі дивізіонізму в Салоні незалежних та Салоні Автоном (де він регулярно демонстрував у роки кубізму).
У 1905 році Метценже виставив вісім картин у Салоні незалежних. На цій виставці він показав себе, як фовіст.
У 1906 р. Метценже виставлявся у Салоні незалежних. У черговий раз він був обраний членом комітету разом з Матіссом, та іншими.
У 1906 році Метценже зустрів Альберта Гляйзеса в Салоні незалежних і відвідав його студію в Курбевуа. У 1907 році в кімнаті Макса Якова Жан Метценже зустрів Гійома Костровицького, який уже мав псевдонім Гійом Аполлінер. У 1908 р. вірш Метценже був опублікований у «Поезії символізму» Гійома Аполлінера.
З 21 грудня 1908 року по 15 січня 1909 року Метценже виставлявся в галереї Вільгельма Уде, (Париж) з Жоржем Брак, Сонею Делоне, Андре Дереном, Раулем Дюфі, Огюстом Гербіном, Жулем Пашіном та Пабло Пікассо.
1908 р. у Москві Метценже виставив п'ять картин з Браком, Дереном, Ван Гогеном, Фрішем, Мангвіном, Марке, Матіссом, Пуєм, Вальтатом та іншими. У 1909 році виставлявся разом з Константином Бранкуші, Анрі Ле Фоконьє та Фернаном Леже .

## Неоімпресіонізм
До 1903 року Метценже був активним учасником неоімпресіоністичного відродження під проводом Анрі-Едмонда Кроса. До 1904–05 рр. Метценже віддавав перевагу абстрактним якостям більших мазків та яскравих кольорів. Він почав включати в свої роботи геометрію, яка звільнила б його від природних обмежен, як будь-яке мистецтво, виконане в Європі на сьогоднішній день. Відхід від натуралізму тільки розпочався. Метценже разом з Дереном, Делоне, Матіссом, між 1905 і 1910 роками, сприяв відродженню неоімпресіонізму. У 1906 р. Метценже набув достатнього престижу, щоб бути обраним до комітету вищого залу Незалежного салону. У цей час він дружив з Робертом Делоне, з яким він мав виставкув Берті Вайль на початку 1907 року. Їх двох виділив критик Луї Воксель у 1907 році як дивізіоністів, які використовували великі мозаїчні `` кубики '' для побудови невеликих, але дуже символічних композицій.
У Незалежних в 1905 році його картини вже розглядали як твори неоімпресіонізму. Він продовжував писати великими мозаїчними мазками до 1908 року. Розквіт його імпресіоністичної творчості припав на 1906 і 1907 роки, коли вони з Делоне писали портрети один одного.
На початку Першої світової війни ця картина була конфіскована французькою державою і продана в 1921 році]]
Вібраційне зображення сонця на живописі Метценже, а також «Paysage au disque» Делоне (1906—1907), "є вшануванням розкладання спектрального світла, що лежало в основі неоімпресіоністської теорії кольорів. . . " (Герберт, 1968) (Див. Жан Метценже, Рейксмузей Креллер-Мюллер, Оттерло)
Мозаїчна подібна техніка Жана Метценже мала свою паралель у літератур. Роберт Герберт інтерпретує твердження Меценже: «Те, що Меценже мав на увазі, полягає в тому, що кожна маленька пігментна плитка має два життя: вона існує як площина, чиї просто розмір і напрямок є основними для ритму картини, і, по-друге, він також має колір, який може змінюватися незалежно від розміру та розміщення».

## Кубізм
Ретроспектива картин Сезанна була проведена в Автономному салоні 1904 року. Поточні роботи демонструвались у Салоні Автоном 1905 і 1906 років, після чого відбулися дві пам'ятні ретроспективи після його смерті в 1907 році. Інтерес Метценже до творчості Сезанна пропонує спосіб, за допомогою якого він здійснив перехід від дивізіонізму до кубізму. У 1908 році Метцінгер відвідував Лавоар Бато і виставлявся разом із Жоржем Брак в галереї Берте Вайль. До 1908 р. Метценже експериментував із руйнуванням форми.
Стиль Метценже на початку 1910 року перетворився на міцну форму аналітичного кубізму.
У своєму огляді 26-го Салону незалежних народів (1910) Луї Воксель зробив коротке та неточне посилання на Метценже, Глейза, Делоне, Легера та Ле Фоконьє, як на "невігласних геометрів, що зводять людське тіло, сайт до блідих кубиків. "У 1910 р. почала формуватися група, до якої входили Метценже, Глейзз, Фернан Леже та Роберт Делоне, давній друг і сподвижник Метценже. Вони регулярно зустрічались у студії Анрі ле Фоконьє на вулиці Нотр-Дам-де-Шамп, недалеко від бульвару Монпарнас. Разом з іншими молодими художниками група хотіла наголосити на дослідженні форми, на противагу дивізіоністському, або неоімпресіоністському, наголосу на кольорі. Метценже, Глейз, Ле Фоконьє, Делоне, Леже та Марі Лоренсен були показані разом у Салоні незалежних у 1911 році, що спровокувало мимовільний скандал, з якого кубізм виник і поширився в Парижі, Франції та в усьому світі.
У кімнатах Салону Автоном 1911 року (1 жовтня — 8 листопада) у Гранд-Пале в Парижі висіли роботи Метценже, Анрі Ле Фоконьє, Фернана Леже, Альберта Гляйзе, Роджера де Ла Фресне, Андре Лхоте, Жак Війон, Марсель Дюшан, Франтішек Купка та Френсіс Пікабія. Результатом став публічний скандал, який вдруге привернув увагу кубізму до широкої громадськості. Аполлінер взяв Пікассо на відкриття виставки в 1911 році, щоб побачити кубістичні роботи.
У 1912 р. Метценже був провідною фігурою на першій виставці кубізму в Іспанії в галереях Далмау, Барселона, разом з Альбертом Гляйзесом, Марселем Дюшаном, Анрі Ле Фоконьє, Хуаном Гри, Марі Лоренсін та Августом Агеро.

## Виставки
19 червня 1916 р. Метценже підписав трирічний контракт (згодом подовжений на 15 років) з дилером, колекціонером мистецтва та власником галереї Леонсом Розенбергом. Угода надала повні права на виставки та продаж продукції Метценже Розенбергу. Договір фіксував ціни на твори Метценже, придбані Розенбергом, який погодився купувати певну кількість робіт щомісяця. Договір між ними від 1 січня 1918 р. змінив перший контракт; тепер ціни можна було поновлювати кожні два роки.
У 1923 році Метценже відійшов від кубізму до реалізму, зберігаючи при цьому елементи свого попереднього кубістичного стилю. На наступних етапах його кар'єри помітна ще одна важлива зміна, з 1924 по 1930 рік: розвиток подій, паралельний «механічному світу» Фернана Леже. Протягом усіх цих років Метцингер продовжував зберігати власну помітну художню індивідуальність. Картини мають яскраві кольори та візуально метафоричні, складаються з міської та натюрмортної тематики з посиланнями на науку та техніку. Тоді ж він був у романтичних стосунках з молодою гречанкою Сюзанною Фока. Вони одружились у 1929 році. Після 1930 р. Метценже звернувся до більш класичного або декоративного підходу до живопису з елементами сюрреалізму. Метценже було доручено написати великий настінний розпис «Містика подорожей», який він виконав для кінотеатру у залізничному павільйоні Міжнародної виставки мистецтв та технік у Vie Moderne, Париж, 1937 р.
Жана Метценже було призначено викладати в Академії де Ла Палітра в Парижі, 1912, де Ле Фоконьє працював директором. Серед його численних учнів були Серж Шарчун, Джессіка Дісморр, Надія Удальцова, Варвара Степанова, Арістарх Лентулов, Віра Єфімівна Пестель та Любов Попова . У 1913 р. Метценже викладав в Академії Ареніус та Академії де ла Гранде Шом'єр. Пізніше він переїхав до Бандола в Провансі, де прожив до 1943 року, а потім повернувся до Парижа, де йому дали посаду викладача на три роки в Академії Фрошо. Він викладав новозеландській художниці Луїз іХендерсон, яка після повернення стала однією з провідних живописниць модернізму в Окленді.
У 1913 році Метценже виставлявся у Нью-Йорку на виставці кубістичних та футуристичних картин.
Навесні 1916 р. Метценже брав участь в одній з найбільших виставок сучасного мистецтва в Нью-Йорку, організованій Вальтером Пахом та групою європейських та американських художників у Нью-Йорку. Щорічна виставка сучасного мистецтва проводиться в Буржуазній галереї. На виставці були представлені роботи Сезанна, Матісса, Дюшана, Пікассо, Серата, Сіньяка, Ван Гога, Дюшана-Війона, крім робіт Пача, американського художника-футуриста, що народився в Італії, Джозефа Стелли та інших американських художників.
Метценже знову виставився у Нью-Йорку в Буржуазній галереї з нагоди щорічної виставки сучасного мистецтва 1917 та 1919 років.
Подальші виставки: 6–31 січня 1919 р. Метценже провів у галереї Леонса Розенберга. Протягом 1920-х він регулярно виставлявся на виставках L'Effort Moderne. Того ж року він демонстрував твори у Нью-Йорку з Жаном Кротті, Марселем Дюшаном та Альбертом Гляйзесом у галереї Монтрос (де французи стали відомі як Чотири мушкетери). Серед його персональних виставок були виставки в галереях Лестера в Лондоні в 1930 р., Гановерській галереї в Лондоні в 1932 р., Мистецькому клубі Чикаго в 1953 р.
За словами С. Е. Джонсона, поглиблений аналіз докубістичного періоду Метценже — його першого художнього піку — "може лише класифікувати художника, незважаючи на його молодість, як одного з провідних особистостей мистецтва в той період безпосередньо що передує кубізму. Намагаючись зрозуміти важливість Жана Метцингера в сучасному мистецтві, ми могли б обмежитися трьома міркуваннями. По-перше, часто не враховується значення періоду дивізіонізму Метцінгера 1900—1908 років. По-друге, роль Метцінгера у заснуванні кубістичної школи. По-третє, розглядається весь кубістичний період Метцінгера з 1909 по 1930 рік. Беручи до уваги ці різні фактори, ми можемо зрозуміти, чому Метцингер повинен бути включений до тієї невеликої групи художників, яка брала участь у формуванні історії мистецтва в першій половині ХХ століття "

## Пам'ять
На святкуванні 100-ї річниці видання Дю «Кубізм» Жана Метценже та Альберта Гляйзе, Музей де Поста в Парижі представляє шоу під назвою " Глейз — Метцінгер. Du cubisme et après "з 9 травня по 22 вересня 2012 року. Каталог французькою та англійською мовами супроводжує захід. Випускається французька поштова марка, що представляє твори художника. Це перша велика виставка робіт Метценже в Європі з моменту його смерті в 1956 році, і це перший випадок, коли музей організував виставку, що демонструє як тіворчість Метценже, так і творчість Гляйзиса.

## Ринок мистецтва
4 лютого 2020 року картина Метценже Le cycliste (1912) була продана в лондонському Sotheby's за 3 925 937 доларів США. Продаж представляє світову рекордну аукціонну ціну для художника. Масло на полотні з піском, розміром 100 х 81 см, придбав приватний американський колекціонер.

## Публікації
- Музей мистецтв Метрополітен [Архівовано 22 жовтня 2020 у Wayback Machine.]
- Музей мистецтв у Філадельфії [Архівовано 3 грудня 2020 у Wayback Machine.]
- Музей Креллера-Мюллера, Оттерло, Нідерланди [Архівовано 21 жовтня 2020 у Wayback Machine.]
- Музей образотворчих мистецтв Бостона [Архівовано 4 березня 2016 у Wayback Machine.]
- Центр Помпіду — Національний музей сучасного мистецтва, Париж, Франція
- Музей сучасного мистецтва Парижа [Архівовано 30 жовтня 2020 у Wayback Machine.]
- Чиказький художній інститут [Архівовано 3 березня 2016 у Wayback Machine.]
- Колекція Пеггі Гуггенхайм, Венеція
- Музей сучасного мистецтва, Нью-Йорк [Архівовано 2 січня 2015 у Wayback Machine.]
- Музей мистецтв Далласа [Архівовано 27 вересня 2016 у Wayback Machine.]
- Національні галереї Шотландії [Архівовано 4 березня 2016 у Wayback Machine.]
- Художні музеї Гарвардського університету, штат Массачусетс [Архівовано 26 жовтня 2020 у Wayback Machine.]
- Джонсонський художній музей при Корнельському університеті, Ітака, Нью-Йорк [Архівовано 15 червня 2012 у Wayback Machine.]
- Інститут мистецтв Міннеаполіса, Міннесота [Архівовано 2 січня 2015 у Wayback Machine.]
- Національна галерея Вікторії, Австралія [Архівовано 18 червня 2013 у Wayback Machine.]
- Розумний художній музей при Чиказькому університеті
- Галерея Тейт, Лондон, Велика Британія
- Музей мистецтв Університету Айови, місто Айова
- Художній музей Університету Західної Вірджинії, Моргантаун [Архівовано 19 грудня 2020 у Wayback Machine.]